# Marek Grechuta
Marek Michał Grechuta (10 de desembre de 1945, Zamość- 9 d'octubre de 2006, Cracòvia) fou un poeta, compositor i pintor polonès. Es va graduar de l'escola secundària de la seva localitat natal. El 1963 va arribar a Cracòvia per estudiar arquitectura. Allí va conèixer Jan Kanty Pawluśkiewicz, amb qui va fundar el grup de música Anawa el 1966. En 1967 va ser guardonat amb el segon lloc en el Concurs Nacional VI de Músics d'Estudiants. En aquest període es van crear les seves cançons més conegudes, com: Niepewność, Dni, których nie znamy, Tango Anawa. Llavors la major part de la seva cançó es basa en la poesia polonesa del segle xix i xx. El 1971 va marxar i va fundar Anawa nou grup, anomenat Wiem. Llavors va començar nou període en el seu estil, que es va fer més inspirat per la poesia polonesa moderna i el rock progressiu. El 1976 es va crear amb Jan Kanty Pawluśkiewicz el musical Szalona Lokomotywa. Marek Grechuta va escriure també alguns poemes i cançons per a nens.,

## Discografia
- Marek Grechuta & Anawa (1970)
- Korowód (1971)
- Droga za widnokres (1972)
- Magia obłoków (1974)
- Szalona lokomotywa (1977)
- Pieśni Marka Grechuty do słów Tadeusza Nowaka (1979)
- Śpiewające obrazy (1981)
- W malinowym chruśniaku (album)|W malinowym chruśniaku (1984)
- Wiosna - ach to ty (1987)
- Krajobraz pełen nadziei (1989)
- Piosenki dla dzieci i rodziców (1991)
- Dziesięć ważnych słów (1994)
- Niezwykłe miejsca (2003)